# Serts
Serts (en francès Sers) és un municipi francès situat al departament del Charente i a la regió de la Nova Aquitània. L'any 2007 tenia 728 habitants.

## Demografia

### Població
El 2007 la població de fet de Sers era de 728 persones. Hi havia 298 famílies de les quals 60 eren unipersonals (34 homes vivint sols i 26 dones vivint soles), 113 parelles sense fills, 102 parelles amb fills i 23 famílies monoparentals amb fills.
La població ha evolucionat segons el següent gràfic:
Habitants censats

### Habitatges
El 2007 hi havia 341 habitatges, 301 eren l'habitatge principal de la família, 19 eren segones residències i 21 estaven desocupats. 326 eren cases i 15 eren apartaments. Dels 301 habitatges principals, 240 estaven ocupats pels seus propietaris, 52 estaven llogats i ocupats pels llogaters i 9 estaven cedits a títol gratuït; 1 tenia una cambra, 18 en tenien dues, 37 en tenien tres, 97 en tenien quatre i 148 en tenien cinc o més. 229 habitatges disposaven pel capbaix d'una plaça de pàrquing. A 117 habitatges hi havia un automòbil i a 171 n'hi havia dos o més.

### Piràmide de població
La piràmide de població per edats i sexe el 2009 era:
| Homes | Edats   | Dones |
| ----- | ------- | ----- |
| 0     | 95 o +  | 4     |
| 4     | 90 a 94 | 0     |
| 0     | 85 a 89 | 4     |
| 0     | 80 a 84 | 4     |
| 16    | 75 a 79 | 20    |
| 16    | 70 a 74 | 12    |
| 8     | 65 a 69 | 28    |
| 20    | 60 a 64 | 16    |
| 20    | 55 a 59 | 28    |
| 28    | 50 a 54 | 24    |
| 48    | 45 a 49 | 48    |
| 24    | 40 a 44 | 16    |
| 32    | 35 a 39 | 28    |
| 20    | 30 a 34 | 12    |
| 20    | 25 a 29 | 12    |
| 24    | 20 a 24 | 24    |
| 28    | 15 a 19 | 12    |
| 20    | 10 a 14 | 24    |
| 24    | 5 a 9   | 12    |
| 12    | 0 a 4   | 4     |

## Economia
El 2007 la població en edat de treballar era de 478 persones, 362 eren actives i 116 eren inactives. De les 362 persones actives 323 estaven ocupades (174 homes i 149 dones) i 39 estaven aturades (19 homes i 20 dones). De les 116 persones inactives 52 estaven jubilades, 26 estaven estudiant i 38 estaven classificades com a «altres inactius».

### Ingressos
El 2009 a Sers hi havia 315 unitats fiscals que integraven 784 persones, la mediana anual d'ingressos fiscals per persona era de 18.225 €.

### Activitats econòmiques
Dels 29 establiments que hi havia el 2007, 2 eren d'empreses alimentàries, 6 d'empreses de construcció, 5 d'empreses de comerç i reparació d'automòbils, 4 d'empreses de transport, 3 d'empreses d'hostatgeria i restauració, 2 d'empreses de serveis, 4 d'entitats de l'administració pública i 3 d'empreses classificades com a «altres activitats de serveis».
Dels 11 establiments de servei als particulars que hi havia el 2009, 1 era una oficina de correu, 1 taller de reparació d'automòbils i de material agrícola, 1 fusteria, 1 lampisteria, 1 electricista, 2 empreses de construcció, 1 perruqueria, 2 restaurants i 1 saló de bellesa.
L'únic establiment comercial que hi havia el 2009 era una fleca.
L'any 2000 a Sers hi havia 7 explotacions agrícoles que ocupaven un total de 116 hectàrees.

## Equipaments sanitaris i escolars
L'únic equipament sanitari que hi havia el 2009 era una farmàcia.
El 2009 hi havia una escola elemental integrada dins d'un grup escolar amb les comunes properes formant una escola dispersa.

## Poblacions més properes
El següent diagrama mostra les poblacions més properes.